# Discours de la Croix d'or
Le discours de la Croix d'or fut donné par l'ancien représentant du Nebraska William Jennings Bryan lors de la convention présidentielle (en) démocrate le 9 juillet 1896 à Chicago. Bryan était un partisan du bimétallisme et de la libre frappe de la monnaie qui devait assurer la prospérité des États-Unis. Farouche opposant à l'étalon-or, le nom de son discours vient de la phrase le concluant : « Vous ne crucifierez pas l'humanité sur une croix d'or ». Cette déclaration qui contribua à faire de lui le candidat démocrate à la présidence reste considérée comme l'un des plus grands discours politiques de l'histoire américaine.
La question monétaire divisait profondément les États-Unis depuis les années 1870. L'adoption de l'étalon-or en 1873 limita la masse monétaire mais facilita le commerce avec les nations, comme le Royaume-Uni, dont la monnaie était basée sur l'or. La nature déflationniste de ce système était appréciée par les milieux d'affaires mais de nombreux Américains considéraient que le bimétallisme était nécessaire à la bonne santé économique de la nation. Plusieurs législations furent adoptées en faveur de la libre frappe de la monnaie mais sans convaincre totalement les opposants de l'or. Le marasme provoqué par la Panique de 1893 intensifia les débats et lorsque le président démocrate Grover Cleveland continua à soutenir l'étalon-or malgré l'opposition de son parti, ses adversaires décidèrent de désigner un candidat favorable au bimétallisme pour l'élection présidentielle de 1896.
Bryan était considéré comme un outsider lors de la convention mais son discours concluant les débats sur le programme électrisa les délégués et beaucoup considèrent qu'il lui garantit la désignation de son parti. Il perdit néanmoins face au candidat républicain William McKinley et les États-Unis abandonnèrent formellement le bimétallisme en 1900.

## Contexte

### Politique monétaire des États-Unis

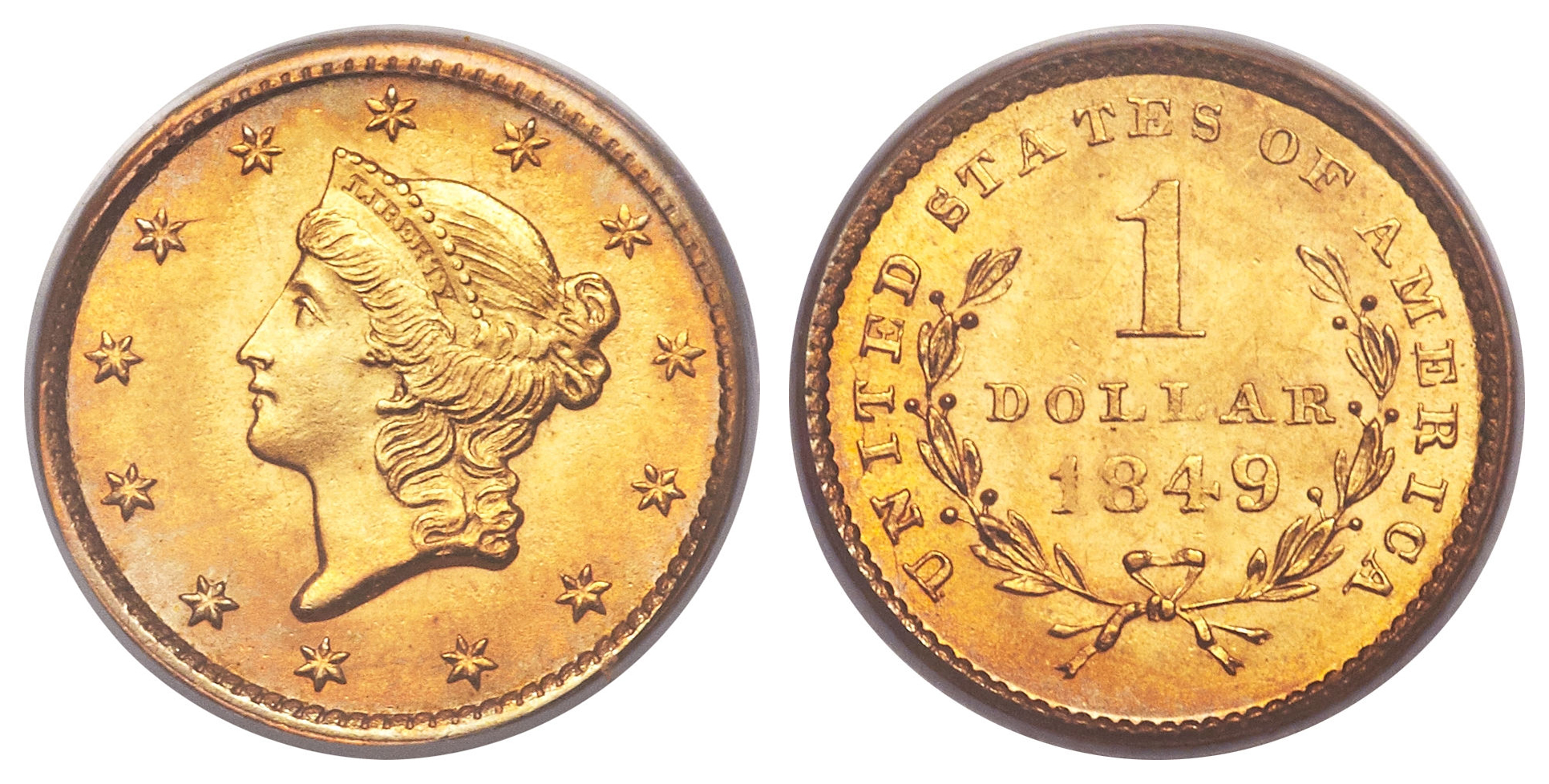
Dollar or de 1849.

À la demande du Congrès, le secrétaire du Trésor Alexander Hamilton publia en janvier 1791 un rapport sur la question de la monnaie. À l'époque, il n'existait aucune institution chargée de frapper la monnaie aux États-Unis et les pièces étrangères étaient couramment utilisées. Hamilton proposa un système basé sur le bimétallisme par lequel la nouvelle monnaie aurait la même valeur qu'une certaine quantité d'or ou d'une plus grande quantité d'argent ; à l'époque, la valeur de l'or était environ quinze fois supérieure à celle de l'argent. Le 2 avril 1792, le Congrès adopta le Coinage Act définissant le dollar comme monnaie du pays. La valeur de cette nouvelle unité de valeur fut définie comme égale à 24,75 grammes d'or ou 371,25 grammes d'argent soit un ratio de 15 pour 1. Le texte établissait également l'United States Mint responsable de la frappe de la nouvelle monnaie.
Au début du XIXe siècle, le marasme économique provoqué par les guerres napoléoniennes fit que la valeur faciale des pièces en or devint inférieure à leur valeur métallique. Celles-ci disparurent donc de la circulation et les réponses officielles furent entravées par le fait que personne ne comprenait réellement ce qui se passait. En 1830, le secrétaire au Trésor Samuel D. Ingham proposa de fixer le ratio entre or et argent de la monnaie américaine à 15,8 pour 1, le taux utilisé en Europe. Quatre ans plus tard, le Congrès vota un ratio de 16,002 pour 1 ; cela permit d'enrayer la thésaurisation ou la fonte des pièces en or car ces pratiques n'étaient plus rentables. Dans les années 1850, la production massive d'or liée à la ruée vers l'or en Californie provoqua une hausse des prix de l'argent et les pièces de ce métal furent à leur tour massivement fondues. Malgré l'opposition de divers parlementaires, la teneur en métal des plus petites pièces en argent fut réduite en 1853. L'argent étant à présent sous-estimé par la Mint, de moins en moins de personnes lui demandèrent de convertir leurs lingots en pièces.
En 1873, le Coinage Act abolit la libre frappe de la monnaie en abolissant l'obligation de la Mint de créer des pièces avec l'argent-métal fourni par les particuliers. Cette législation élimina de fait le bimétallisme même s'il ne s'agissait pas de l'objectif du texte ; les parlementaires avaient noté que l'argent n'était plus frappé et ils cherchèrent à éliminer une pratique jugée obsolète. Le chaos provoqué par la Panique de 1873 provoqua néanmoins un effondrement de la valeur de l'argent mais aucune pièce ne pouvait plus être fabriquée. Les producteurs d'argent protestèrent et de nombreux Américains estimèrent que seul le bimétallisme permettrait de retrouver la prospérité via un accroissement de la masse monétaire. Les opposants répliquèrent que l'inflation engendrée par une telle politique nuirait aux ouvriers dont les salaires n'augmenteraient pas aussi vite que les prix et que la loi de Gresham ferait disparaître l'or de la circulation, plaçant de fait les États-Unis sous la règle de l'étalon-argent.

### Tentatives de retour au bimétallisme

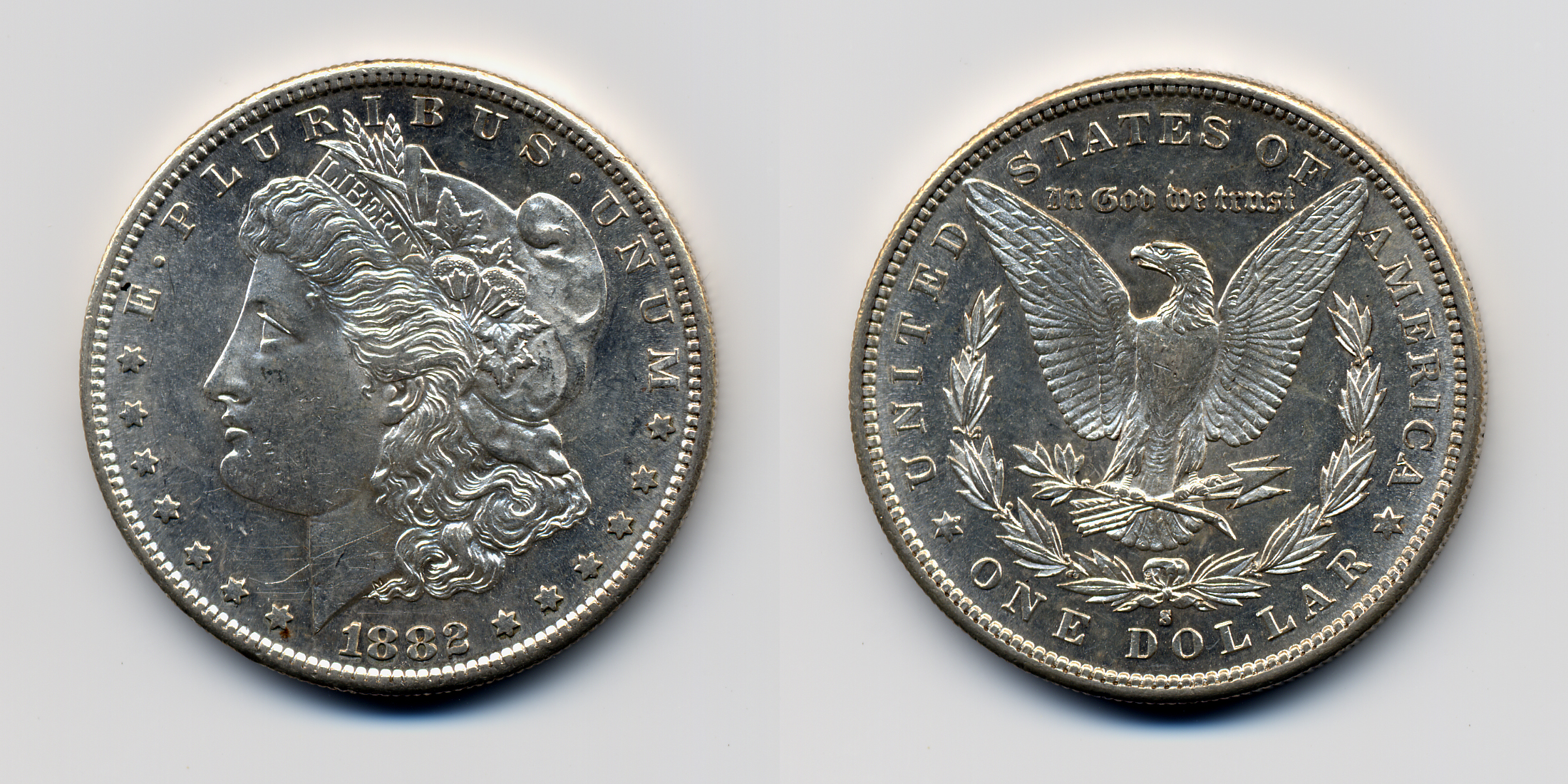
Dollar Morgan en argent de 1882.

Pour les partisans de ce qui devint connu comme le free silver (« libre frappe de l'argent »), le texte de 1873 fut surnommé le « crime de 1873 ». Avec le soutien d'influents législateurs comme le représentant Richard P. Bland du Missouri, ils présentèrent plusieurs lois autorisant les particuliers à obtenir des pièces en échange d'argent-métal. La Chambre des représentants adopta deux textes de ce type en 1876 et 1877 mais ils furent tous deux rejetés par le Sénat. Une troisième proposition fut finalement adoptée en 1878 par la Chambre mais elle fut profondément amendée lors de son passage au Sénat à l'initiative notamment du sénateur William B. Allison de l'Iowa. La loi n'annulait pas les dispositions du texte de 1873 mais elle imposait au département du Trésor d'acquérir chaque mois de l'argent-métal pour une valeur minimale de deux millions de dollars (environ 4,1 milliards de dollars de 2014) ; le profit ou seigneuriage de cette monétisation devait être utilisé pour acheter plus d'argent-métal. L'argent serait frappé sous la forme de pièces ou stocké comme garantie pour les Silver Certificates. Le président Rutherford B. Hayes mit son veto à ce Bland-Allison Act mais le Congrès passa outre et le texte fut adopté le 28 février 1878.
L'application du Bland-Allison Act ne mit pas fin aux appels en faveur du bimétallisme. Les années 1880 virent une forte baisse du prix des produits agricoles et les partisans de la libre frappe avancèrent que cette chute des cours était provoquée par l'incapacité du gouvernement à accroître la masse monétaire dont la valeur par personne était restée stable. De leur côté, les partisans de l'étalon-or attribuèrent cette baisse aux progrès des techniques de production et de transport. La pensée économique de la fin du XIXe siècle était dominée par le principe du laissez-faire mais cette orthodoxie était de plus contestée.
En 1890, le Sherman Silver Purchase Act accrut fortement la quantité d'argent devant être acquise par le gouvernement tandis que les pièces et les certificats sur l'argent émis selon ce texte pouvaient être convertis en or. Ce faisant, les réserves d'or du pays diminuèrent fortement au cours des années qui suivirent. Si la Panique de 1893 avait été causée par plusieurs facteurs, le président démocrate Grover Cleveland estimait que l'inflation provoquée par la législation de John Sherman avait été l'une des principales causes et il demanda au Congrès de l'abroger. Ce dernier s'exécuta mais les débats furent houleux entre les partisans de l'argent et de l'or tandis que les deux principaux partis — démocrate et républicain — étaient eux-mêmes profondément divisés sur la question. Cleveland tenta de résoudre la crise en autorisant le Trésor à émettre des certificats ne pouvant être acquis qu'avec de l'or mais cela eut un impact limité et les particuliers continuèrent à demander la conversion de leurs pièces et billets basés sur l'argent. La récession qui débuta en 1893 et se poursuivit jusqu'en 1896 ruina de nombreux Américains et les estimations contemporaines situaient le taux de chômage à 25 %.

### Approche de l'élection présidentielle
Parmi ceux qui firent campagne contre l'abrogation du Sherman Silver Purchase Act figurait le représentant William Jennings Bryan du Nebraska. Réputé pour être un brillant orateur, il n'avait pas toujours été un fervent défenseur de la libre frappe et il déclara en 1892 qu'il y était favorable car ses constituants l'étaient. Son opinion sur le sujet évolua néanmoins et l'année suivante, il donna un discours de trois heures devant la Chambre des représentants contre l'abrogation du Sherman Silver Purchase Act. Dans sa conclusion, il déclara :

« Quand une crise similaire à la nôtre éclata et que la banque nationale de l'époque tenta de contrôler les politiques de la nation, Dieu présenta Andrew Jackson qui eut le courage de se heurter à ce grand ennemi et en le renversant, il devint l'idole du peuple et restaura la confiance du public dans le Parti démocrate. Quelle sera la décision aujourd'hui ? Le Parti démocrate a remporté le plus grand succès de son histoire. Se tenant sur ce sommet couronné par la victoire, se tournera-t-il vers le soleil levant ou couchant ? Choisira-t-il les bénédictions ou les malédictions ; la vie ou la mort ? Laquelle ? Laquelle? »

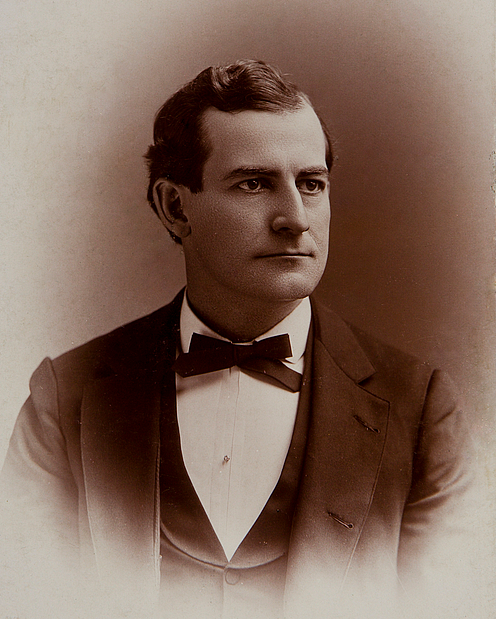
William Jennings Bryan dans les années 1880.

Malgré l'abrogation du texte, la situation économique resta morose et l'année 1894 vit de nombreux mouvements sociaux. Cleveland envoya ainsi l'armée à Chicago pour mettre un terme à la grève Pullman. Les ouvriers de la Pullman Company, qui fabriquaient des voitures de chemin de fer, avaient cessé le travail après une réduction de leurs salaires. En solidarité, les membres de l'American Railway Union décidèrent de ne plus utiliser les voitures Pullman et cela provoqua une paralysie du réseau ferroviaire américain. Cette intervention du président et son opposition à la libre frappe lui valurent de nombreuses critiques et le gouverneur de l'Illinois, le démocrate John Peter Altgeld, commença à rassembler des soutiens au sein du parti pour empêcher Cleveland de se représenter en 1896. Même si Altgeld et ses alliés avaient pressé les électeurs de faire la distinction entre Cleveland et son parti, les démocrates perdirent 113 sièges à la Chambre des représentants lors des élections de mi-mandat de 1894, ce qui reste encore à ce jour, le plus grand revers pour un parti majoritaire. Les républicains prirent le contrôle de la Chambre et du Sénat dont les membres étaient — jusqu'à l'adoption du 17e amendement de la Constitution en 1913 — élus par les législatures des États plutôt que par le vote populaire. Parmi les battus figurait Bryan.
Bryan envisageait depuis longtemps une candidature à la présidence. Même s'il n'aurait que 36 ans en 1896— un an de plus que le minimum requis par la Constitution — il estimait que la question de l'argent pourrait lui permettre d'obtenir non seulement la nomination mais également la présidence. Il réalisa de nombreux déplacement et fit des discours dans tout le pays. Il impressionna nombre de ses auditeurs et certains de ses adversaires reconnurent par la suite qu'il était l'orateur le plus convaincant qu'ils aient entendu. En décembre 1894, lors d'un discours au Congrès, il utilisa pour la première fois la phrase qui servit de conclusion à son discours de 1896 ; sous sa forme originale, il s'agissait de : « Je n'aiderai pas à crucifier l'humanité sur une croix d'or, ».
Il a été avancé par la suite que Bryan était un inconnu avant 1896 mais cela est un mythe car il s'était déjà fait remarquer pour ses déclarations sur les questions monétaires et douanières. Le journaliste Albert Shaw indiqua qu'après la désignation de Bryan, beaucoup d'habitants de la côte Est avancèrent n'avoir jamais entendu parler de lui mais que « si effectivement, ils n'avaient pas entendu parler de M. Bryan auparavant, ils n'avaient pas suivi de près les politiques américaines au cours des huit années passées. En tant que membre démocrate du comité sur les voies et moyens durant deux Congrès, M. Bryan a été sans hésitation le plus capable et le plus doué des orateurs du côté démocrate de la Chambre. Sa campagne ultérieure pour le poste de sénateur du Nebraska fut remarquée par de nombreux observateurs ».
Après la déroute de 1894, les partisans de la libre frappe menés par Altgeld entreprirent de prendre le contrôle du Parti démocrate. Dans son étude de l'élection de 1896, l'historien Stanley Jones suggère que les démocrates de l'Ouest se seraient opposés à Cleveland même si le parti avait conservé sa majorité au Congrès mais qu'après 1894, ils estimèrent que le parti serait balayé dans tout l'Ouest s'ils ne soutenaient pas l'argent. Le biographe de Bryan, Paulo E. Coletta note que « durant cette année [juillet 1894-juin 1895] de catastrophes, de désintégration et de révolution, chaque crise aida Bryan car elle divisa le parti et lui permit d'en prendre le contrôle à mesure qu'il échappait aux mains de Cleveland ».
La poursuite du marasme économique au début de l'année 1896 accrut le mécontentement envers les principaux partis politiques. Certains, issus pour la plupart du Parti démocrate, rejoignirent le Parti populiste d'extrême gauche tandis que de nombreux républicains de l'Ouest, déçus par l'adhésion de leur organisation à l'étalon-or, envisagèrent la création de leur propre parti. Lors de la convention républicaine de juin 1896, le gouverneur de l'Ohio William McKinley fut désigné à une large majorité pour briguer la présidence et les délégués adoptèrent un programme en faveur du sound money (« monnaie sûre »). En réponse, les « républicains argent » quittèrent la convention et leur chef, le sénateur Henry M. Teller du Colorado, fut immédiatement pressenti pour devenir le candidat du Parti démocrate,.
Bryan croyait qu'il pourrait, s'il était désigné, rassembler tous les opposants de l'étalon-or derrière lui. Il chercha néanmoins à rester discret jusqu'à la convention et il se limita à envoyer aux délégués des lettres les pressant de soutenir la libre frappe accompagnées de copies de ses discours, écrits et photographies. Dans son analyse de la campagne de Bryan, l'historien James A. Barnes note que ses efforts portèrent leurs fruits avant le début de la convention :

« En avril 1896, de nombreuses personnes travaillaient silencieusement à la nomination de Bryan. Des brochures étaient distribuées dans l'Illinois et des admirateurs dans le Nebraska, en Caroline du Nord, dans le Mississippi, la Louisiane, le Texas, l'Arkansas et d'autres États promouvaient sa candidature auprès de leurs amis. Ce n'était cependant pas dans une action concertée que Bryan tirait sa force ; c'était dans la prédisposition favorable de la masse des délégués qu'il avait espoir. »

## Convention de 1896

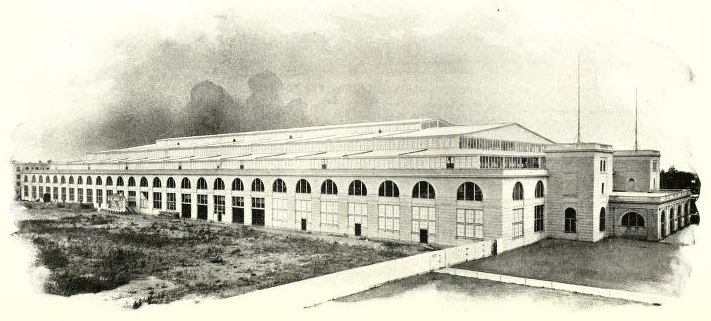
Le Chicago Coliseum en 1896.

La convention démocrate de 1896 (en) fut unique dans l'histoire politique américaine postérieure à la guerre de Sécession car les délégués désignés par les conventions de la plupart des États rejetèrent le président, pourtant membre de leur parti, qui n'avait alors pas fait savoir s'il serait candidat ou non. Les démocrates or parvinrent à s'imposer en Nouvelle-Angleterre mais furent battus dans le reste du pays où les conventions locales désignèrent des délégués favorables au bimétallisme. Dans certains cas, comme le Nebraska, deux délégations — l'une favorable à l'or et l'autre à l'argent — se rendirent à la convention nationale.
La convention démocrate de 1896 débuta le 7 juillet au Chicago Coliseum tandis que les partisans de l'argent et de l'or (largement inférieur en nombre) peaufinaient leurs stratégies. Les premiers étaient soutenus par le Democratic National Bimetallic Committee, l'organisation parapluie créée en 1895 pour évincer Cleveland. De leur côté, les démocrates or se tournèrent vers le président pour trouver un meneur mais ce dernier préféra passer la semaine de la convention à la pêche au large du New Jersey. Le Bimetallic Committee organisa ouvertement la prise de contrôle de tous les aspects de la convention pour éliminer tout risque d'une prise de pouvoir par les partisans de l'or. Ce contrôle était jugé bien plus important que le choix du candidat et le comité décida de ne soutenir aucun prétendant en estimant que quel que soit le vainqueur, il serait en faveur de la libre frappe.
Bryan arriva discrètement et logea dans un modeste hôtel ; il calcula par la suite avoir dépensé moins de 100 $ (environ 2 500 dollars de 2014) durant son passage à Chicago. Le soir du 5 juillet, une délégation du Colorado lui rendit visite pour lui demander de soutenir la candidature du sénateur Teller ; ils repartirent en s'excusant car ils ne savaient pas que Bryan était lui aussi candidat.

### Candidats à la nomination
Malgré le désir des délégués argent de désigner un candidat partageant leurs idées et le fait que plusieurs délégations avaient déjà fait leur choix, aucun candidat n'avait pris l'ascendant au début de la convention. La désignation nécessitant l'appui des deux tiers des délégués, une grande partie des partisans de l'argent devrait voter pour le même candidat et une action concertée des défenseurs de l'or pourrait grandement nuire à tout prétendant.
Le seul démocrate or à avoir fait campagne pour la nomination était le secrétaire au Trésor John G. Carlisle mais il se retira en avril en indiquant qu'il était plus intéressé par le programme du parti que par celui qui le défendrait. Néanmoins, les partisans de l'or, qui contrôlaient le comité national démocrate, continuèrent à croire jusqu'en juin que le candidat à la présidence partagerait leurs idées. L'ancien Postmaster General et ami de Cleveland, Donald M. Dickinson, écrivit au président en juin 1896 qu'il espérait que les délégués retrouveraient le « sens commun » et seraient effrayés par le choix d'un extrémiste.
L'un des meneurs du mouvement argent, le gouverneur de l'Illinois John P. Altgeld, était né en Allemagne et ne pouvaient donc pas devenir président. Les deux principaux candidats argent étaient ainsi l'ancien représentant Richard P. Bland — considéré comme le favori — et l'ancien gouverneur de l'Iowa Horace Boies (en). Même s'ils avaient tous deux mit en place des organisations pour soutenir leurs candidatures, ils avaient chacun leurs handicaps : Bland avait alors 61 ans et certains estimaient que son heure était passée tandis que Boies avait été un républicain opposé au bimétallisme. Parmi les outsiders figuraient le vice-président Adlai Ewing Stevenson originaire de l'Illinois, le sénateur Joseph C. Blackburn (en) du Kentucky, le sénateur Teller et Bryan.

### Débat sur le programme
La stratégie de Bryan qui était de donner un discours faisant de lui le candidat évident aux yeux des délégués était semée d'embûches. En premier lieu, il arriva à la convention sans statut officiel car le comité national démocrate qui avait initialement déterminé quelles délégations siégeraient dans le Coliseum avait choisi les partisans de l'or pour représenter le Nebraska. Bryan avait attendu devant la salle où délibérait le comité et selon les observateurs, il fut « quelque peu surpris » par le résultat. Ce choix pouvait cependant être annulé par un comité sur les qualifications et Barnes estime que les actions du comité national avaient peu d'importance étant donné la puissance de l'argent lors de la convention :

« Quiconque doute de la capacité que les argentés avaient à déchaîner une attaque disciplinée et irrésistible n'a qu'à lire les résultats de l'élection du président temporaire. Les hommes de l'or, même s'ils contrôlaient la machine du parti, n'avaient ni le pouvoir ni la force de défier leurs opposants. Ils ne pouvaient que les supplier d'épargner au parti l'humiliation des traditions brisées et le renversement du pouvoir en place. Néanmoins, le sénateur John W. Daniel (en) de Virginie fut élu président temporaire à une majorité écrasante et un comité sur les qualifications siégea Bryan et sa délégation du Nebraska. »

Bryan fut considéré pour divers rôles par les partisans de l'argent mais ne fut pas choisi. La fonction de président temporaire lui aurait par exemple permit de donner le discours d'ouverture de la convention. Il estima que cela n'était pas un problème car le sujet serait le débat sur le programme et Bryan voulait être le dernier à prendre la parole pour conclure la discussion. Ayant obtenu son siège, il fut le représentant du Nebraska au comité programmatique qui attribua 80 minutes à chaque camp pour le débat et le choisit comme l'un des orateurs. Le sénateur Benjamin Tillman de Caroline du Sud devait être le second représentant des partisans de l'argent et il demanda initialement à conclure le débat. Il désirait cependant 50 minutes, ce qui était trop long pour un discours de clôture, et à la demande de Bryan, il accepta d'être le premier. Bryan devint donc le dernier orateur sur le sujet du programme,.
Pendant que les comités terminaient leurs travaux, les délégués consacrèrent les deux premiers jours de la convention à écouter divers orateurs. Parmi eux, seul le sénateur Blackburn, un partisan de l'argent, enthousiasma la foule mais cela ne fut que temporaire. Les délégués demandèrent des orateurs plus connus comme Altgeld ou Bryan mais le gouverneur de l'Illinois déclina la proposition et le second passa la plus grande partie de son temps au sein du comité programmatique à l'écart du Chicago Coliseum.
Les débats sur le programme commencèrent le 9 juillet 1896, le troisième jour de la convention. La session devait débuter à 10 h mais les délégués, fatigués par les deux premiers jours et devant rejoindre le Coliseum depuis leurs hôtels parfois éloignés, n'arrivèrent pas à temps et les discussions ne commencèrent qu'à 10 h 45. Malgré ce retard, une large foule se rassembla devant les entrées du bâtiment et les couloirs menant à la salle principale furent rapidement bondés. Le premier à prendre la parole fut le sénateur et président du comité programmatique James Kimbrough Jones qui lut le programme proposé sous les applaudissements nourris des délégués ; la lecture des suggestions de la minorité pro-or généra moins d'enthousiasme.

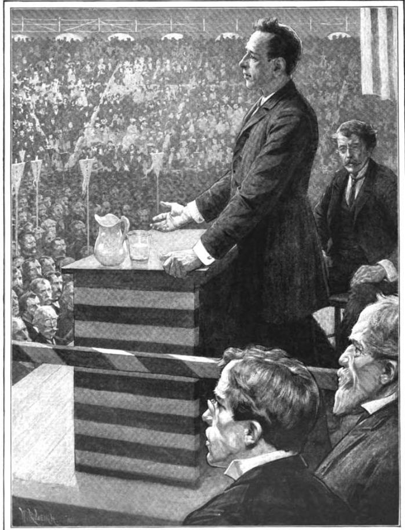
Gravure de 1900 montrant l'ancien gouverneur du Massachusetts William E. Russell donnant son discours avant celui de Bryan.

Le premier orateur du débat, Benjamin « Pitchfork » (« la fourche ») Tillman fut à la hauteur de son surnom en donnant un discours incendiaire qui commença par un rappel du rôle de son État dans le déclenchement de la guerre de Sécession. Même si Tillman soutenait l'argent, son discours fut tellement clivant que de nombreux délégués partageant ses idées restèrent silencieux pour ne pas donner l'impression de le soutenir. Cette allocution, qui devait être la seule en faveur de l'argent hormis celle de Bryan, fut tellement mal reçue que le sénateur Jones, qui ne devait initialement pas prendre la parole, fit une brève déclaration pour affirmer que l'argent devait être un sujet de rassemblement.
Le sénateur David B. Hill (en) de New York, un partisan de l'or, était le suivant. Alors qu'il se dirigeait vers l'estrade, un ami journaliste de Bryan lui transmit une note le pressant de donner un discours patriotique le moins clivant possible ; ce à quoi Bryan répondit : « Vous n'allez pas être déçus ». Hill présenta calmement ses arguments en faveur de l'étalon-or mais n'impressionna que peu de délégués. Il fut suivi par deux autres défenseurs de l'or, le sénateur William Vilas (en) du Wisconsin et l'ancien gouverneur du Massachusetts William E. Russell. Vilas réalisa une longue déclaration défendant le bilan de l'administration Cleveland, si longue que Russell, craignant que le discours de son prédécesseur n'empiète sur son temps de parole, demanda que le temps accordé aux partisans de l'or soit accru de dix minutes. Bryan acquiesça à la condition d'obtenir la même durée supplémentaire. Cela fut accepté et Bryan indiqua par la suite que « cela fut un autre concours de circonstance heureux et inattendu. Je n'avais jamais eu une telle occasion auparavant et je n'en aurais jamais aucune autre ».
Vilas perdit rapidement l'attention de son audience qui ne voulait pas entendre une défense du président sortant. Le discours de Russell fut à peine audible dans une grande partie du Coliseum en partie en raison du brouhaha ambiant mais également car l'orateur était malade et mourut une semaine après la convention. Pendant les allocutions de ses prédécesseurs, un autre journaliste approcha Bryan et lui demanda qui selon lui serait désigné : « Strictement confidentiel, à ne pas reprendre pour la publication : ce sera moi ».

### Discours de Bryan
Alors que Russell concluait sous les applaudissements nourris des partisans de l'or, l'excitation monta quand Bryan monta sur l'estrade et il dut attendre un temps que la clameur diminue pour commencer son discours. La série de conférences qu'il avait donné l'avait fait connaître un grand défenseur de l'argent et jusqu'alors, personne n'avait enthousiasmé les délégués sur ce sujet pourtant fondamental à leurs yeux. L'historien politique Richard F. Bensel note que « bien que les hommes de l'argent savaient qu'ils remporteraient ce combat, ils avaient malgré tout besoin que quelqu'un leur dise — et les hommes de l'or — pourquoi ils devaient placer l'argent au cœur du programme ». Il ajoute que « la pompe était plus qu'amorcée, elle était prête à exploser ». Bryan ne dit rien d'original dans son discours qui ressemblait à celui qu'il avait donné à Crete la semaine précédente mais il donna sa voix à la convention. La traduction du discours présentée ci-dessous est issue d'un article de Raphaël-Georges Lévy publié dans la Revue des deux Mondes en 1896.
Bryan commença doucement :

« Il serait présomptueux de ma part de me présenter contre l'honorable gentleman qui vient de vous être recommandé, s'il s'agissait de comparer notre valeur individuelle ; mais il n'est pas question ici d'une lutte entre individus. Le plus humble des citoyens, s'il revêt la cuirasse d'une juste cause, est plus fort qu'une armée d'erreurs. Je viens défendre devant vous une cause aussi sainte que celle de la liberté, celle de l'humanité. »

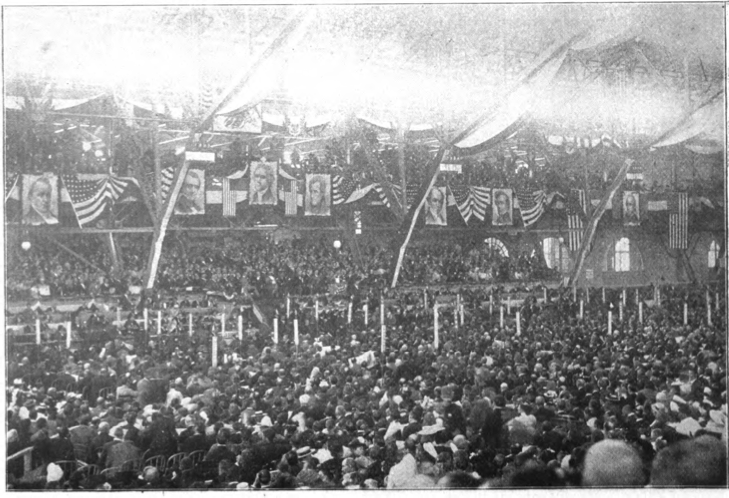
Intérieur du Chicago Coliseum durant la convention démocrate de 1896.

L'ouverture de Bryan ne revendiquait aucun statut particulier mais le plaçait néanmoins comme le porte-parole de l'argent. Selon Bensel, l'autodénigrement désarma les auditeurs et comme Bryan n'était pas considéré comme un candidat sérieux pour la nomination, même les délégués engagés auprès d'un autre prétendant pouvaient l'encourager sans avoir l'air de renier leur allégeance. Il rappela ensuite l'histoire du mouvement de la libre frappe et l'audience qui avait bruyamment accueilli le début de son allocution se calma mais tout au long de son discours, Bryan sembla contrôler les délégués qui applaudissaient dès qu'il le désirait ; il décrivit par la suite l'audience comme un chœur entraîné. En concluant son rappel historique, il rappela aux partisans de l'argent qu'ils étaient venus « non pour discuter, non pour discourir, mais pour entériner le jugement rendu par le peuple américain ».
Bryan poursuivit avec un langage évoquant la guerre de Sécession en déclarant à son audience que « dans cette lutte, le frère a été dressé contre le frère, le père contre le fils ». Il nia cependant que l'affrontement était personnel en indiquant qu'il n'avait aucune rancœur envers ceux qui défendaient l'étalon-or. Il se tourna pourtant vers les délégués de l'or et déclara : « Nous valons autant que les gens du Massachusetts ; et s'ils viennent nous dire à nous, gens du Nebraska : vous troublez nos affaires, nous leur répondrons : Et vous, vous dérangez les nôtres ». Bryan défendit ensuite le droit des partisans de l'argent à défendre leur cause contre l'opposition des hommes de l'or qui étaient associés aux intérêts financiers notamment de la côte Est. Si cette déclaration faisait référence à un point de Russel, Bryan avait en réalité développé cet argument la nuit précédente et ne l'avait jusqu'alors jamais utilisé. Il considéra toujours qu'il s'agissait du meilleur passage de son discours et seule sa conclusion provoqua une plus forte réaction de l'audience :

« Vous avez fait une application trop limitée du mot homme d'affaires. L'employé est autant un homme d'affaires que l'employeur. Le juriste dans une ville de province est autant un homme d'affaires que le directeur juridique dans grande métropole. Le commerçant d'une boutique au croisement d'une route est autant un homme d'affaires que le marchand de New York. Le fermier qui va le matin à son ouvrage est autant un homme d'affaires que celui qui va à la Bourse jouer sur les fonds publics. Le mineur est un homme d'affaires au même titre que les quelques magnats financiers qui s'enferment dans un bureau pour y accaparer les capitaux du monde,. »

Tout au long de ce passage, Bryan souligna le contraste entre l'homme ordinaire et l'élite urbaine. L'audience savait qu'il allait nécessairement évoquer le fermier et quand il le fit, une grande clameur emplit le hall. Les tribunes devinrent blanches en raison des foulards agités par les spectateurs et Bryan dut attendre plusieurs minutes avant de reprendre la parole. Les policiers présents dans le hall, peu concernés par l'enthousiasme, furent décrits par les journalistes — dont certains furent gagnés par la frénésie ambiante — comme s'attendant à ce que l'audience se retourne contre eux. Quand Bryan reprit, sa comparaison avec le mineur électrisa à nouveau la foule et il dut à nouveau s'interrompre. Un fermier présent dans le hall qui considérait Bryan comme un populiste et s'apprêtait à partir avant son discours avait été persuadé de rester ; après l'avoir entendu, il jeta son chapeau en l'air et frappa le siège vide devant lui avec sa veste en criant : « Mon Dieu ! Mon Dieu ! Mon Dieu,,! »
Ayant établi le droit des partisans de l'argent à défendre leur cause, Bryan expliqua pourquoi leurs demandes ne devraient pas être rejetées :

« C'est pour eux que nous parlons. Nous ne nous présentons pas en agresseurs. Notre guerre n'est pas une guerre de conquête. Nous luttons pour la défense de nos foyers, de nos familles, de notre postérité. Nous avons pétitionné, et nos pétitions ont été dédaigneusement écartées. Nous avons supplié, et nos suppliques ont été rejetées. Nous avons imploré, et on nous a raillés, et le malheur s'est abattu sur nous. Maintenant nous n'implorons plus ; nous ne supplions plus ; nous ne pétitionnons plus. Nous mettons nos adversaires au défi! »

Avec cet appel à l'action, Bryan abandonna toute perspective de compromis et radicalisa son discours. Il défendit ensuite le reste du programme mais en termes généraux. Il attaqua également les républicains et au sujet de McKinley qui pour certains ressemblait à Napoléon Ier, il rappela qu'il avait été désigné le jour anniversaire de la bataille de Waterloo. Le long passage sur le programme et les républicains permit de calmer l'audience et lui assura qu'elle entendrait sa péroraison. Bryan souhaitait néanmoins en premier lieu lier la question de l'argent à une cause plus grande,:

« De quel côté combattra le Parti démocrate ; du côté des « détenteurs inactifs du capital inactif » ou du côté des « masses laborieuses » ? C'est la question à laquelle le parti doit répondre en premier lieu et chaque individu doit ensuite y répondre. Les sympathies du Parti démocrate, comme démontré par le programme, sont du côté des masses laborieuses qui ont toujours été la fondation du Parti démocrate. »

Il se tourna alors vers les délégations majoritairement en faveur de l'or :

« Il existe deux idéaux de gouvernement. Il y a ceux qui croient que si vous légiférez uniquement pour rendre les riches prospères, leur prospérité ruissellera sur ceux se trouvant dessous. L'idée démocrate a cependant été que si vous légiférez pour rendre les masses propres, leur prospérité se fraiera un chemin dans chaque classe reposant sur elles. Vous venez devant nous et nous nous dites que les grandes villes sont en faveur de l'étalon-or ; je vous réponds que les grandes villes sont assises sur nos vastes et fertiles prairies. Brûlez vos villes et ne touchez pas à nos fermes ; vous verrez les villes se rebâtir par enchantement. Mais détruisez nos fermes, et vous verrez l'herbe pousser dans les rues de chaque ville de ce pays. »

Les acclamations accueillirent cette déclaration et Bryan attaqua la position de compromis sur la question du bimétallisme : le fait que celui-ci devrait être mis en place via un accord international :

« Nous sommes au même point qu'en 1776. Nos ancêtres, qui n'étaient alors que trois millions, eurent le courage de se déclarer politiquement indépendants du reste du monde. Nous, leurs descendants, qui sommes aujourd'hui soixante-dix millions, nous déclarerons-nous moins indépendants que nos ancêtres ? Non : ce ne sera pas l'avis de notre peuple. Aussi, peu nous importe le terrain sur lequel la bataille va se livrer. Si nos adversaires disent que le bimétallisme est une bonne chose, mais que nous ne pouvons y arriver sans l'aide de quelque autre nation, nous répliquons que, bien loin d'avoir l'étalon-or parce que l'Angleterre l'a, nous rétablirons le bimétallisme, et l'Angleterre s'y ralliera alors parce que l'Amérique l'aura. S'ils ont le courage de lever la visière et de parler en faveur de l'étalon-or, nous les combattrons à outrance, soutenus par la masse des producteurs de ce pays et du monde, »

Bryan était à présent en mesure de conclure son discours et, selon son biographe Michael Kazin, à faire « les gros titres de l'histoire américaine » :

« Ayant derrière nous les intérêts du commerce et du travail, et la foule des travailleurs, nous riposterons à ceux qui demandent l'étalon-or : « Vous ne mettrez pas sur le front du travailleur cette couronne d'épines, vous ne crucifierez pas l'humanité sur une croix d'or ». »

Dans cette dernière phrase faisant référence à la crucifixion de Jésus, Bryan plaça ses mains tendues vers ses tempes avant d'écarter ses bras en croix comme pour offrir son corps en sacrifice à sa cause et conserva cette position pendant plusieurs secondes alors que l'audience le regardait dans un silence de mort. Après les avoir abaissés, il descendit de l'estrade et commença à retourner à son siège dans une ambiance toujours silencieuse.

## Réception

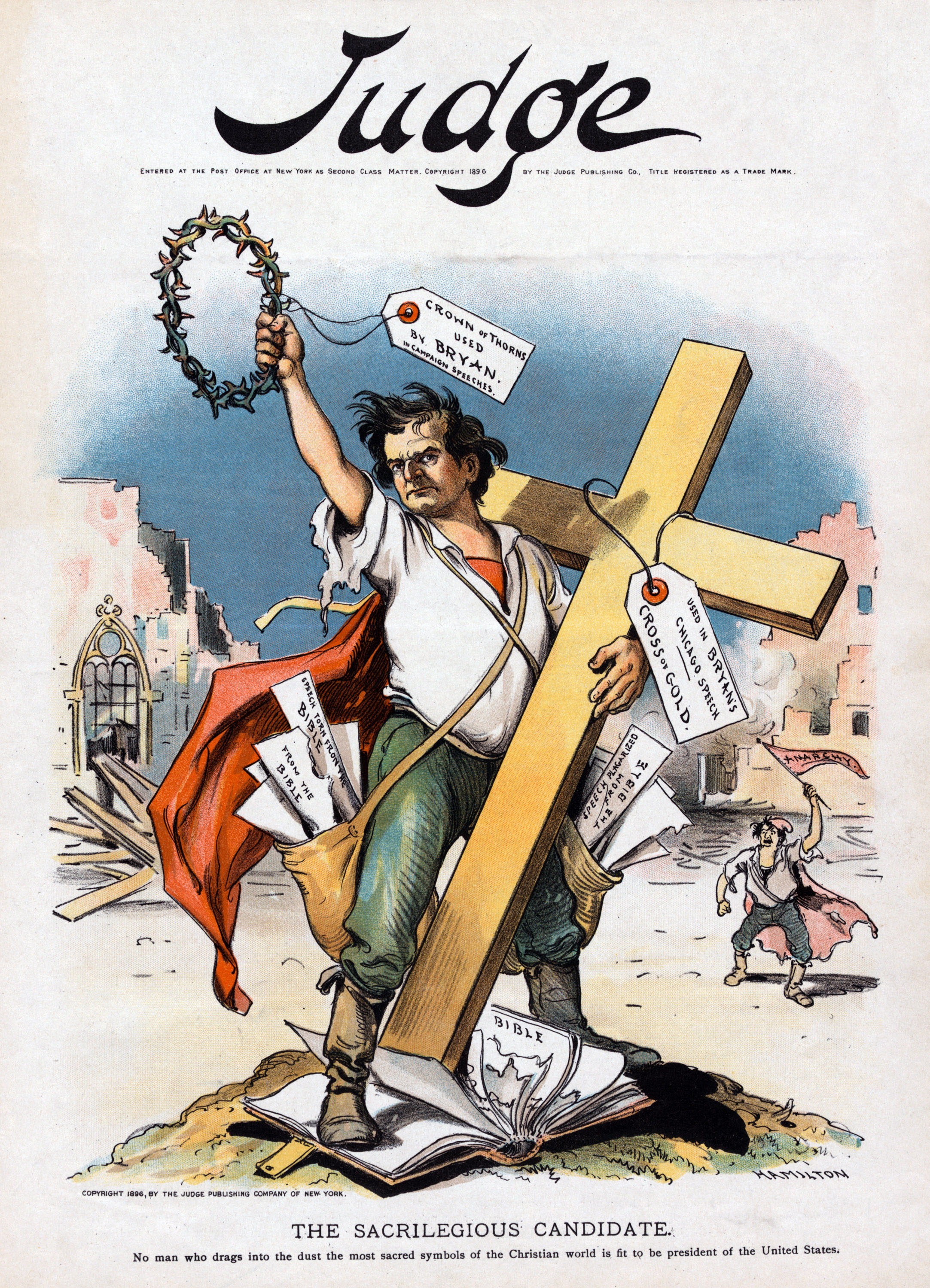
Le journal Judge critiqua le blasphème de Bryan lors de son discours. Dans cette caricature, il est montré avec la croix et la couronne d'épine mais piétinant la Bible.

Bryan décrivit plus tard le silence comme « vraiment douloureux » et pensa momentanément avoir échoué. Alors qu'il retournait à son siège, le Coliseum explosa en une frénésie enthousiaste. Les délégués lancèrent leurs chapeaux, leurs vestes et leurs foulards dans les airs et certains prirent les pancartes de leur délégation portant le nom de leur État pour les placer à côté de celle du Nebraska,. Anticipant la foule en délire, deux policiers avaient encadré Bryan alors qu'il descendait de la tribune ; Ils furent balayés par les délégués qui portèrent Bryan sur leurs épaules dans tout le hall. Un journaliste du Washington Post rapporta : « le chaos est total, le délire est roi ».
Il fallut environ 25 minutes pour ramener le calme et, selon Bensel, « quelque part au milieu de cette démonstration de masse qui secouait la salle de la convention eut lieu le transfert de l'argent comme thème politique vers le choix de Bryan comme candidat ». Les comptes-rendus des journalistes présents sur place laissèrent peu de doutes sur l'issue d'un vote pour désigner le candidat — ce que demandait avec enthousiasme de nombreux délégués — mais ce scrutin n'était prévu que le lendemain. Le sénateur Jones pressa Bryan d'autoriser un vote mais il refusa en indiquant que si l'enthousiasme ne survivait pas à la nuit, il ne tiendrait pas jusqu'à novembre. Après cela, il quitta la convention et retourna à son hôtel pour attendre la conclusion de la convention. En son absence, les délégués adoptèrent le programme du parti et se dispersèrent.
Le scrutin pour la désignation du candidat commença le lendemain matin, le 10 juillet. Bryan resta à son hôtel mais demanda à la délégation du Nebraska de ne pas passer d'accord en son nom. Lors du premier tour, il arriva second sur quatorze candidats derrière Bland ; ce dernier n'avait cependant pas la majorité des deux tiers pour remporter la nomination et un second vote fut organisé,. Bryan resta deuxième mais le désistement d'autres candidats lui permit de réduire l'écart avec le premier. Bland resta en tête au troisième tour mais Bryan prit l'avantage au quatrième. Selon Jones, il était clair que Bland ne pouvait l'emporter et que Bryan ne pouvait être arrêté. Durant le cinquième tour, la délégation de l'Illinois menée par Altgeld retira son soutien à Bland et se rangea derrière Bryan. Voyant cela, les autres délégations firent de même et Bryan fut désigné. Il remporta néanmoins la nomination sans l'appui des partisans de l'or dont beaucoup avaient soit quitté la convention soit refusé de voter.
La plupart des articles de presse contemporains attribuèrent le choix de Bryan à son éloquence même si les publications républicaines et soutenant l'or considérèrent qu'il s'agissait de sa démagogie. Le Cleveland Plain Dealer pro-argent présenta le discours de Bryan comme « un appel éloquent, vibrant et viril ». Le Chicago Tribune rapporta que Bryan fut l'étincelle « qui enflamma une traînée de poudre ». Le St. Louis Post-Dispatch indiqua qu'avec ce discours, Bryan « s'était rendu immortel ».
Pour le New York World, « la folie ayant dicté le programme, il était presque naturel que l'hystérie choisisse le candidat ». De son côté, le New York Times qualifia Bryan de « baratineur doué du Nebraska ». Le seul journal à estimer qu'après son discours, Bryan ne serait pas désigné était le Wall Street Journal qui jugea que « Bryan avait eu son heure ». L'Akron Journal and Republican, peu suspect de sympathie envers Bryan, reconnut que « probablement jamais une convention nationale n'avait été influencée ou impressionnée par un unique discours autant que ne l'a été la convention nationale démocrate ».

## Campagne présidentielle

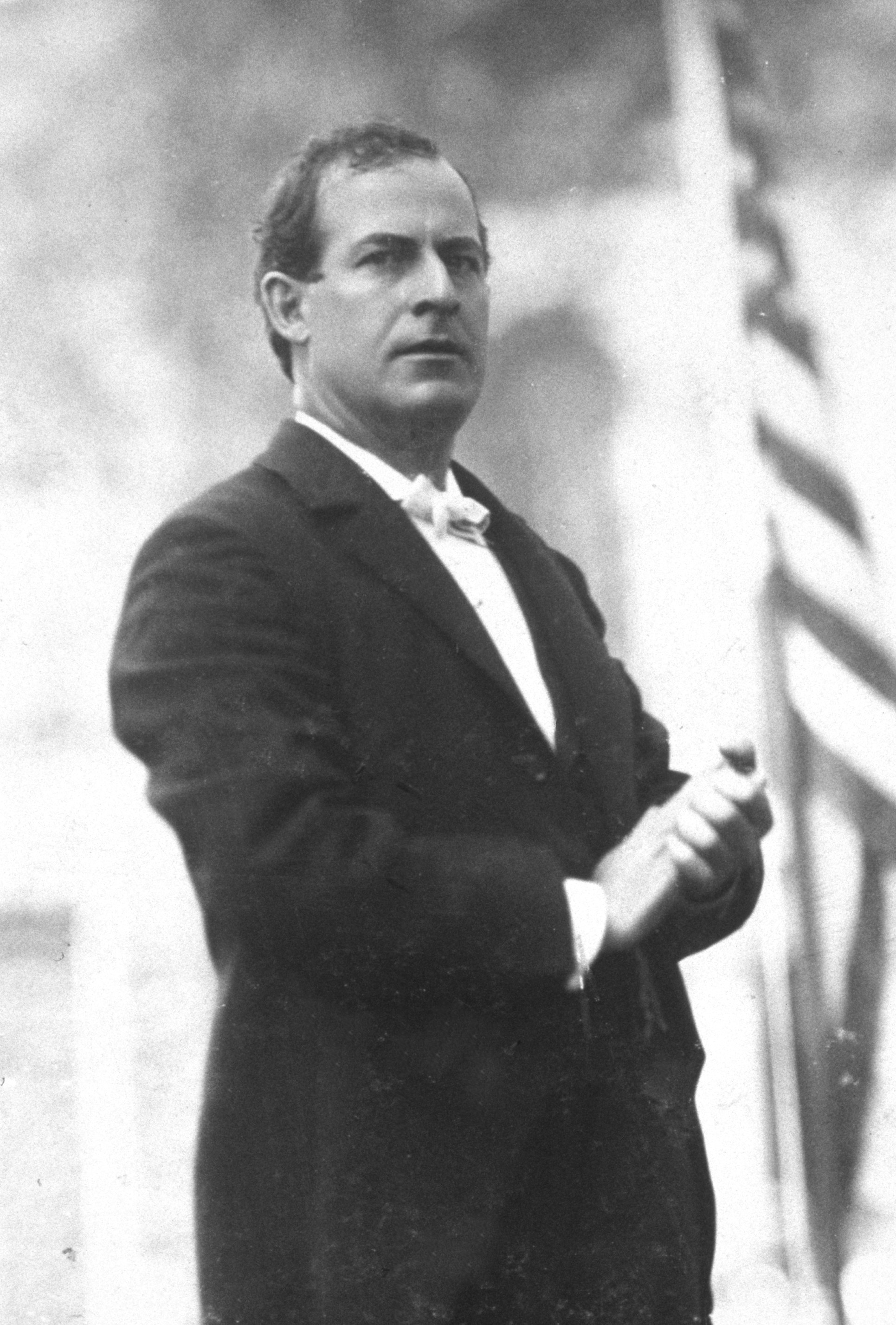
Bryan en campagne quelques mois après son discours.

La Pullman Company offrit à Bryan une voiture privée pour son retour dans le Nebraska mais il refusa soucieux de ne pas être accusé de collusion avec les milieux d'affaires. Alors qu'il se rendait en train jusqu'à Lincoln, il vit des fermiers se tenant au bord des rails dans l'espoir de voir le candidat démocrate. Il reçut de nombreuses lettres témoignant du soutien fervent de nombreux électeurs. Un habitant de l'Indiana lui écrivit ainsi : « Dieu vous a envoyé parmi notre peuple pour sauver les pauvres de la faim et nous savons que vous nous sauverez » tandis qu'un fermier de l'Iowa lui indiqua : « Vous êtes le premier homme important auquel j'ai écrit ».
Quand McKinley apprit que Bryan serait son adversaire, il estima qu'il s'agissait de « sottises ». Le candidat républicain ne prit que lentement conscience de l'enthousiasme populaire pour Bryan et déclara que selon lui, le mouvement de l'argent disparaîtrait au bout d'un mois. Lorsque McKinley et ses conseillers dont l'industriel et futur sénateur Mark Hanna réalisèrent que cet engouement ne serait pas temporaire, ils entreprirent une vaste levée de fonds auprès des entreprises et des classes supérieures. L'argent servit à financer des discours, des brochures et d'autres moyens de communication pour leur campagne en faveur d'une « monnaie sûre ». Avec bien moins de ressources que son adversaire, Bryan se lança dans une tournée de discours dans tout le pays à une échelle encore jamais vue ; lors de ses déplacements, il évoqua presque uniquement la question de l'argent. De son côté, McKinley choisit de rester dans sa ville dans une traditionnelle « campagne de perron » durant laquelle ses soutiens lui rendaient visite.
Si les démocrates or présentèrent leur propre candidat, Bryan reçut le soutien du Parti populiste et des républicains favorables à l'argent. Le jour de l'élection, il remporta tous les États du Sud et une grande partie de ceux de l'Ouest mais le succès de McKinley dans les régions plus peuplées du Nord-Est et du Midwest lui assura la victoire. Le vote populaire fut serré avec 47 % des électeurs s'étant prononcés pour Bryan contre 51 % pour McKinley mais ce dernier arriva largement en tête au sein du Collège électoral.
Après l'élection de McKinley, l'accroissement de la quantité d'or disponible lié à la découverte de nouveaux gisements et à l'amélioration des techniques de raffinage permit une augmentation considérable de la masse monétaire. Par conséquent, le Congrès adopta en 1900 le Gold Standard Act mettant officiellement fin au bimétallisme. Bryan fit à nouveau campagne sur cette question en 1900 mais sans rencontrer le même enthousiasme et il fut plus largement battu que quatre années plus tôt.

## Héritage
Le discours de Bryan est considéré comme l'une des plus influentes déclarations politiques de l'histoire américaine. L'historien Stanley Jones suggère néanmoins que même s'il ne l'avait pas donné, Bryan aurait vraisemblablement été choisi. Il estime en effet que les démocrates auraient probablement désigné un candidat qui attirerait les électeurs du Parti populiste et Bryan avait été élu au Congrès avec l'appui de ces derniers. Pour l'historien de la rhétorique, William Harpine, « le discours de Bryan ratissa chez les vrais croyants mais uniquement chez les vrais croyants… En faisant appel de manière aussi intransigeante aux éléments agrariens et à l'Ouest, Bryan négligea l'audience nationale qui voterait lors de l'élection de novembre ».
L'auteur Edgar Lee Masters qualifia le discours de « début d'une Amérique nouvelle ». Les paroles de Bryan influencèrent des philosophies politiques et économiques telles que le mouvement Share Our Wealth (en) (« Partager notre Richesse ») de Huey Pierce Long dans les années 1930. Dans son dictionnaire politique, l'auteur et éditorialiste William Safire situa l'origine de l'expression de « théorie du ruissellement » — couramment utilisée sous la présidence de Ronald Reagan — dans la déclaration de Bryan qui estimait que certains considèrent que le gouvernement doit favoriser les riches pour leur prospérité « ruisselle » sur les classes inférieures. De son côté, l'historien R. Hal Williams suggère que la théorie inverse d'un soutien aux masses profitant à tous, défendu par Bryan dans son discours, définit les politiques des présidents démocrates ultérieurs comme le Franklin Roosevelt et le New Deal.
Bensel associe la réponse des délégués au discours de Bryan à leur incertitude concernant leurs propres croyances :

« Au sens strict du terme, l'adoption du bimétallisme dans le programme était comparable à l'espérance millénaire que les « lois de l'économie » soient suspendues et que les hommes de l'argent pourraient simplement « vouloir » que l'argent et l'or s'échange sur les marchés financiers au ratio de 16 pour 1. Les hommes de l'argent étaient donc à la recherche d'un chef charismatique qui défendraient ce qu'ils voulaient désespérément croire. Ils créèrent ce leader lors de la convention, une création à laquelle Bryan fut plus que ravi de participer. »